# Дюран (веб-художник)
Дюран (англ. Duran; настоящее имя — Баир Батожабович Раднаев) — российский художник, который публикует веб-комиксы с 2009 года. Дюран получил признание благодаря отличительному стилю сатирического минимализма. Работы Дюрана, которые несут политический и социальный характер, содержат цинизм, чёрный юмор и сопровождаются метаиронией.
За внезапные повороты сюжета и игры со временем Дюрана сравнивают с Кристофером Ноланом, а многослойные шутки превращаются в бесконечный мем. На паблик Duran во ВКонтакте подписаны 800 тысяч человек, а по мотивам комикса о российских учёных, которые наделили девушку способностью раздавать Wi-Fi, сняли короткометражный фильм. Несмотря на популярность, Дюран долгое время сохранял анонимность.
В 2021 году журнал AIN опубликовал расследование команды Molfar, согласно которому настоящее имя Дюрана — Баир Раднаев, вскоре после этого свою личность подтвердил и сам художник. Художник родился в бурятском селе Заиграево, в старших классах переехал в Улан-Удэ, после окончил Новосибирский государственный университет по специальности математик. После переезда в Санкт-Петербург работал программистом в Mail.ru, а когда паблик во ВКонтакте стал успешным, стал работать в рекламном агентстве. Выбор псевдонима Раднаев объяснял двояко: с одной стороны, это было отсылкой к профессору Дюрану Дюрану из франко-итальянского фильма 1968 года «Барбарелла» (но не к музыкальной группе, которая также взяла себе это название), с другой — в переводе с бурятского дуран означает «любовь».

## Проекты
- В 2015 году Duran нарисовал иллюстрации для книги «Стартап-гайд. Как начать… и не закрыть свой интернет-бизнес»[10].
- В феврале 2018 года по мотивам комикса Duran вышел короткометражный фильм «Раздающая», в котором российские учёные наделили девушку способностью раздавать Wi-Fi[11].
- В 2018 году вышла книга «Это точно. Чёртова дюжина комиксов о науке и учёных». Совместный проект журнала «Кот Шредингера» и Сколковского института науки и технологий (Сколтех), книга содержит истории, основанные на реальных исследованиях 13 учёных. Duran выступил одним из авторов комиксов[12][13].
- В 2018 году Duran выпустил комикс «Бесконечная шутка», главный герой которого попал в мир анекдотов, из которых нужно успеть выбраться за короткий промежуток времени[14][15][16].
- В 2019 году Duran опубликовал мем с бесконечным количеством отсылок к другим мемам. Подписчики на странице художника во ВКонтакте продолжают усложнять эту шутку[17]

Фильмы, снятые по мотивам комиксов
- 2018 — Раздающая (короткометражный фильм)
- 2019 — Бесит (короткометражный фильм)

## Персональная выставка в Санкт-Петербурге
16 декабря 2014 открылась персональная выставка художника в Санкт-Петербурге в Лофт Проекте ЭТАЖИ. Выставка состояла из 30 работ, 10 из которых нарисованы акрилом, 20 — в стиле минимализм в формате 3 на 1 метр.